# Margaret Vale
Pour les articles homonymes, voir Vale.

Margaret Vale, lors de la parade des suffragettes à New York, en octobre 1915.

Margaret Smyth Flinn, connue comme Margaret Vale (née le 30 mars 1878 à Charleston en Caroline du Sud et morte le 29 novembre 1947  à Columbia en Caroline du Sud) est une actrice américaine de théâtre et de cinéma de la période du cinéma muet.
Militante pour les droits des femmes, elle est aussi une suffragette.

## Filmographie
La filmographie de Margaret Vale, comprend les films suivants :
- 1915 : A Gilded Fool
- 1915 : Was He a Coward?
- 1937 : Sunday Night at the Trocadero (non créditée)

### Crédit d'auteurs
- (en) Cet article est partiellement ou en totalité issu de l’article de Wikipédia en anglais intitulé « Margaret Vale » (voir la liste des auteurs).